# Plesiolampas
Plesiolampas is een geslacht van uitgestorven zee-egels die leefden van het Paleoceen tot het Eoceen.

## Beschrijving
Deze zee-egels hadden een afgeronde vijfhoekige schaal, die op zijaanzicht laag kegelvormig was. Centraal aan de onderkant bevond zich de verzonken ovale mond, terwijl de anus zijn plaats nabij de onderrand had. De vijf langgerekte, bloembladvormige ambulacra (deel van het skelet, waarin de voetjes van het watervaatstelsel zijn gelegen) waren bezet met spleetvormige poriën. Het schaaloppervlak aan de bovenzijde droeg zeer fijne knobbeltjes. De normale diameter bedroeg ongeveer 7 cm.

## Leefwijze
Soorten uit dit geslacht bewoonden ondiepe wateren. Ze leefden geheel of deels ingegraven in het zand. Voedsel werd verkregen uit het sediment.

## Soorten
- Plesiolampas auraduensis Kier, 1957 †
- Plesiolampas curriae Kier, 1957 †